# کرومویش
کرومویش (به آلمانی: Krummwisch) یک شهر در آلمان است که در رندسبورگ-اکرنفورده واقع شده‌است.
 کرومویش  ۷۴۶ نفر جمعیت دارد.